# Alekszandr Viktorovics Bubnov
Alekszandr Viktorovics Bubnov (oroszul: Александр Викторович Бубнов; Ljuberci, 1955. október 10. –) orosz labdarúgóedző, korábban szovjet válogatott labdarúgó.

## Pályafutása

### Klubcsapatban
Pályafutását a Szpartak Ordzsonyikidze csapatában kezdte 1973-ban. Első idényében 23 mérkőzésen 1 gólt szerzett. 1974-ben a Gyinamo Moszkva igazolta le, melynek nyolc éven keresztül volt a játékosa. A Gyinamo játékosaként 1976 tavaszán szovjet bajnoki címet, 1977-ben szovjet kupát nyert. 1974 és 1982 között 206 találkozón lépett pályára és 7 alkalommal volt eredményes. 1983-ban a Szpartak Moszkvához távozott. Itt 1989-ig játszott, ezalatt kétszer nyerte meg szovjet bajnokságot. Utolsó csapata a francia Red Star volt az 1989–90-es szezonban.

### A válogatottban
1977 és 1987 között 34 alkalommal szerepelt a szovjet válogatottban és 1 gólt szerzett. Részt vett az 1986-os világbajnokságon.

## Sikerei, díjai

### Játékosként
Gyinamo Moszkva
- Szovjet bajnok (1): 1976 (tavasz)
- Szovjet kupa (1): 1977
- Szovjet szuperkupa (1): 1977

Szpartak Moszkva
- Szovjet bajnok (2): 1987, 1989

Szovjetunió
- U23-as Európa-bajnok (1): 1976

## Külső hivatkozások
- Alekszandr Viktorovics Bubnov – a FIFA adatbázisában
- Alekszandr Bubnov adatlapja a National-Football-Teams.com oldalon (angolul)

- Alekszandr Bubnov. Footballdatabase.eu
- Alekszandr Bubnov. eu-football.info